# Нич, Антонин
Антонин Нич (чеш. Antonín Nič, 22 ноября 1905 — ?) — чехословацкий борец греко-римского стиля, призёр чемпионатов Европы.

## Биография
Родился в 1905 году в Вамберке. В 1929 году завоевал бронзовую медаль чемпионата Европы. В 1935 году стал серебряным призёром чемпионата Европы. В 1936 году принял участие в Олимпийских играх в Берлине, где выступил в соревнованиях по вольной борьбе, но наград не завоевал. В 1937 году вновь стал бронзовым призёром чемпионата Европы.